# Bœrsch
Die französische Gemeinde Bœrsch (deutsch Börsch) mit 2.412 Einwohnern (Stand 1. Januar 2021) liegt in den Vogesen zwischen den Gemeinden Obernai und Rosheim im Département Bas-Rhin in der Europäischen Gebietskörperschaft Elsass und in der Region Grand Est.
Zur etwa 30 Kilometer südwestlich von Straßburg gelegenen Weinbaugemeinde an der Elsässer Weinstraße gehört ein Teil des Ortes Klingenthal.

## Geschichte
Erstmals erwähnt wird Börsch als Bersa im Jahre 1109 anlässlich der Gründung der Abtei St. Leonhard, einer bis zur Französischen Revolution bestehenden Benediktinerabtei. Im Jahr 1340 erhob Berthold, der II., Bischof von Straßburg den Ort zur Stadt, die er befestigen ließ. Während des Dreißigjährigen Kriegs wurde Börsch von den Schweden besetzt und dann zerstört. 1830 wird eine im Weiler Klingenthal bestehende Waffenschmiede geschlossen.
Von 1871 bis zum Ende des Ersten Weltkrieges gehörte Börsch als Teil des Reichslandes Elsaß-Lothringen zum Deutschen Reich und war dem Kreis Molsheim im Bezirk Unterelsaß zugeordnet.
| Bevölkerungsentwicklung | Bevölkerungsentwicklung | Bevölkerungsentwicklung | Bevölkerungsentwicklung | Bevölkerungsentwicklung | Bevölkerungsentwicklung | Bevölkerungsentwicklung | Bevölkerungsentwicklung | Bevölkerungsentwicklung | Bevölkerungsentwicklung | Bevölkerungsentwicklung |
| ----------------------- | ----------------------- | ----------------------- | ----------------------- | ----------------------- | ----------------------- | ----------------------- | ----------------------- | ----------------------- | ----------------------- | ----------------------- |
| Jahr                    | 1882                    | 1910                    | 1962                    | 1968                    | 1975                    | 1982                    | 1990                    | 1999                    | 2007                    | 2017                    |
| Einwohner               | 1644                    | 1.303                   | 1136                    | 1154                    | 1407                    | 1663                    | 1892                    | 2107                    | 2369                    | 2437                    |

## Sehenswürdigkeiten
In Bœrsch befinden sich mehrere Gebäude und Objekte, die als Monument historique klassifiziert sind und somit unter Denkmalschutz stehen. Unter anderen sind beachtenswert:
- Das Renaissance-Rathaus aus dem 16. Jahrhundert[2]
- Die Kirche Saint-Médard aus dem 18. Jahrhundert mit Turm aus dem 12. Jahrhundert[3]
- Ein für das Elsass typischer Sechs-Eimer-Brunnen von 1617 beim Rathaus[4]
- Drei Stadttore, Reste der mittelalterlichen Befestigung[5]
- Die ehemalige Benediktinerabtei Saint-Léonard in der Léonardsau, zwei Kilometer südlich des Dorfes[6]

siehe auch: Liste der Monuments historiques in Bœrsch

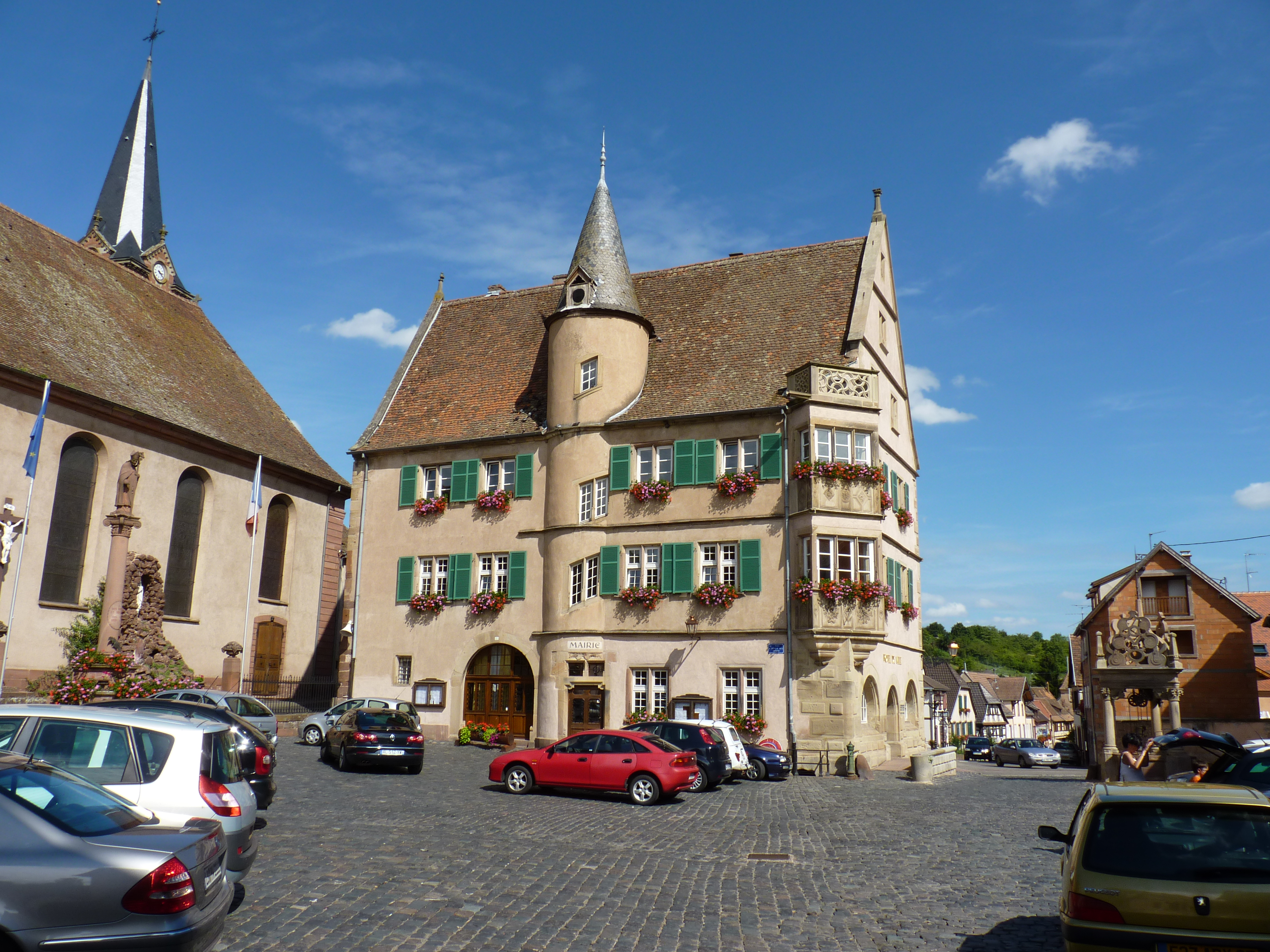
Rathaus Bœrsch
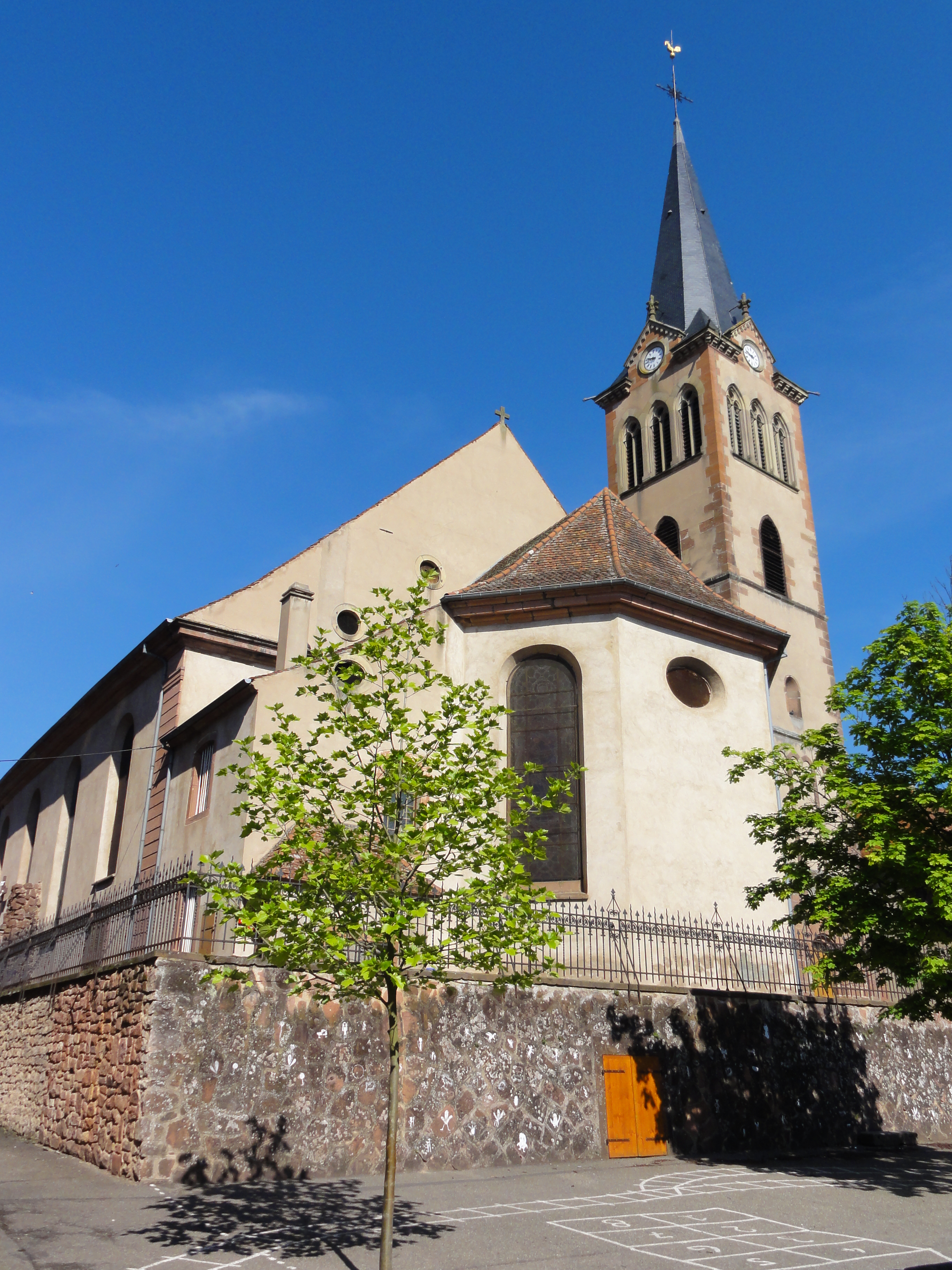
Kirche Saint-Médard
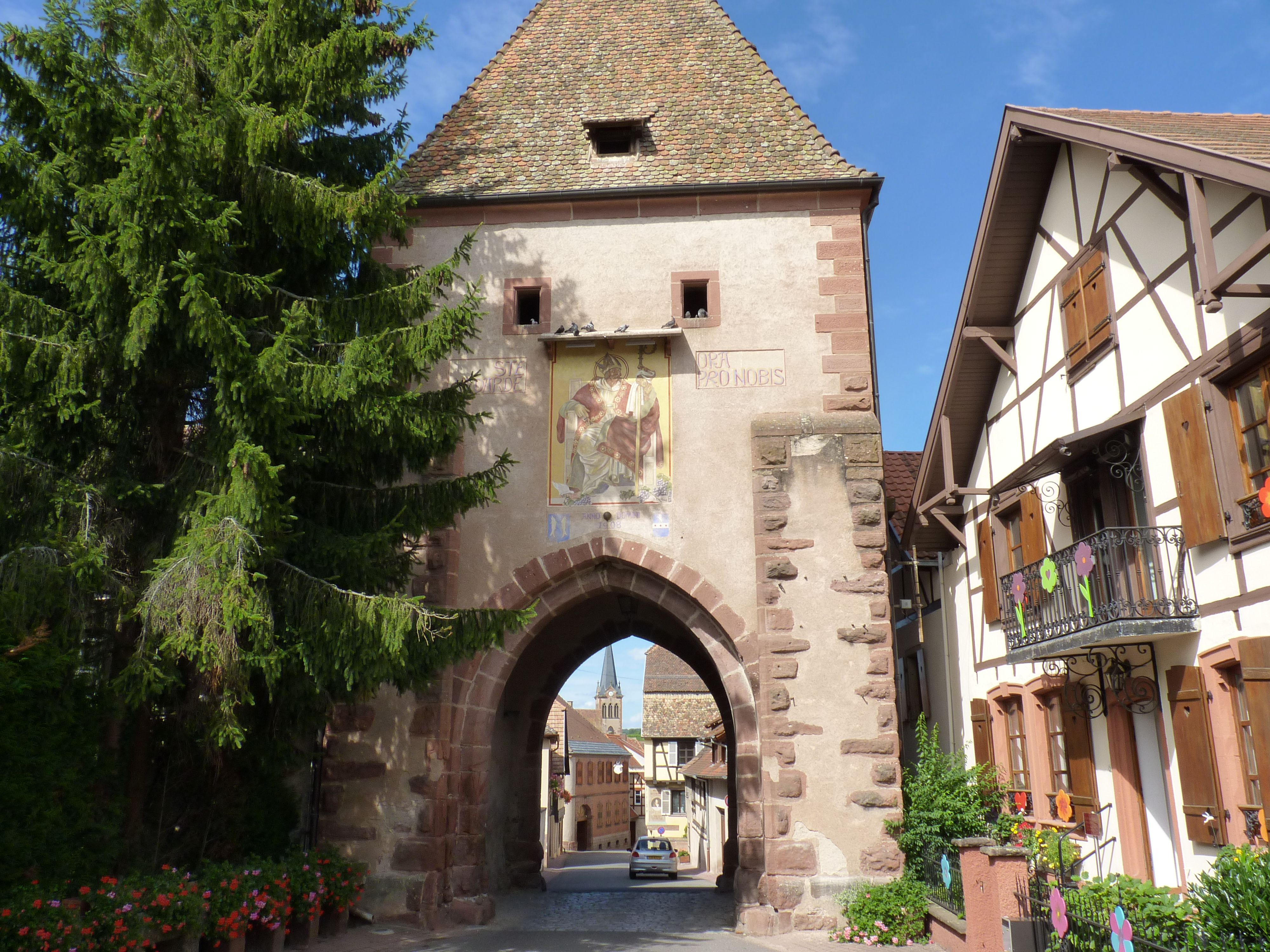
Obertor aus dem Jahr 1340
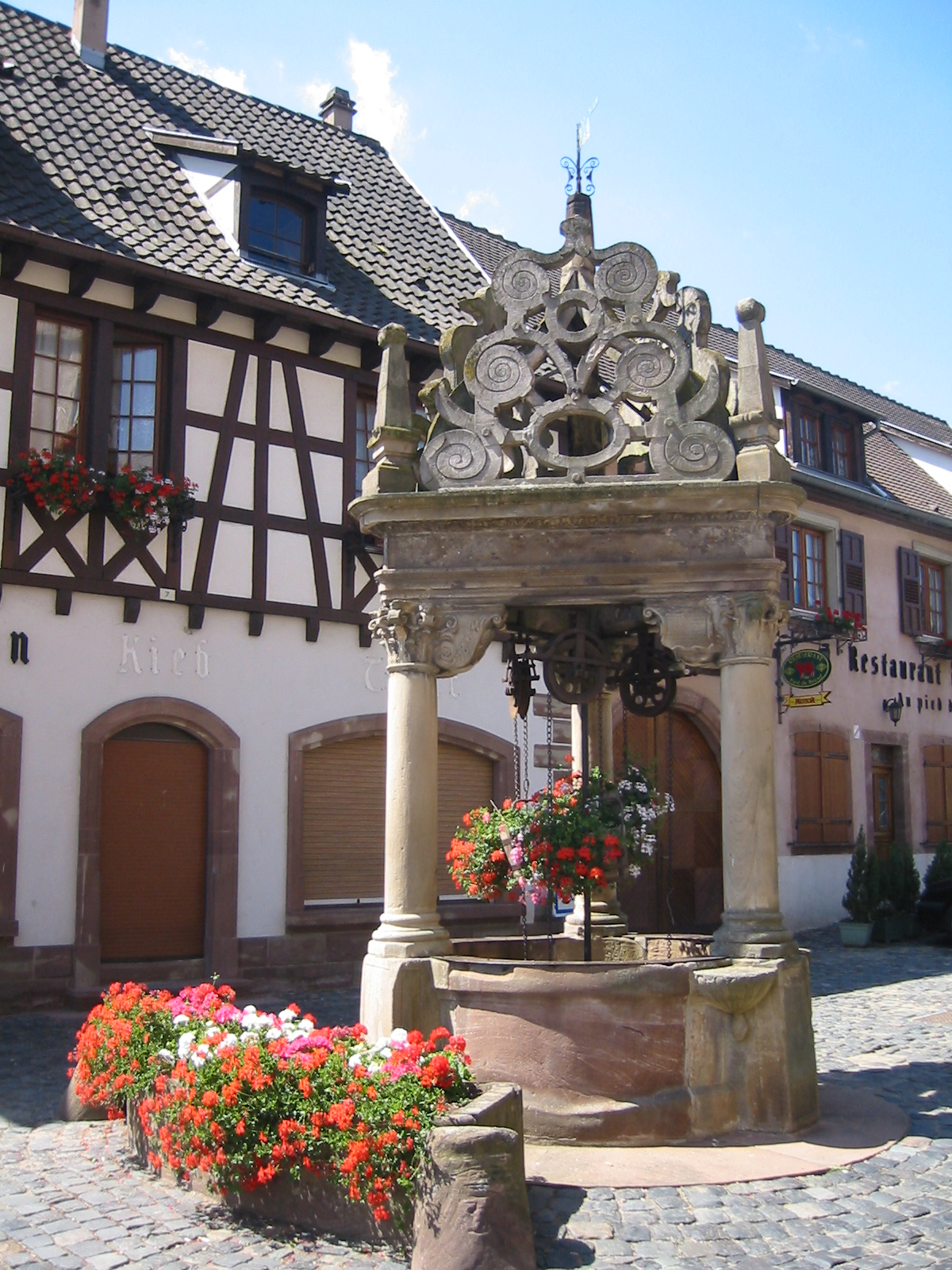
Sechs-Eimer-Brunnen
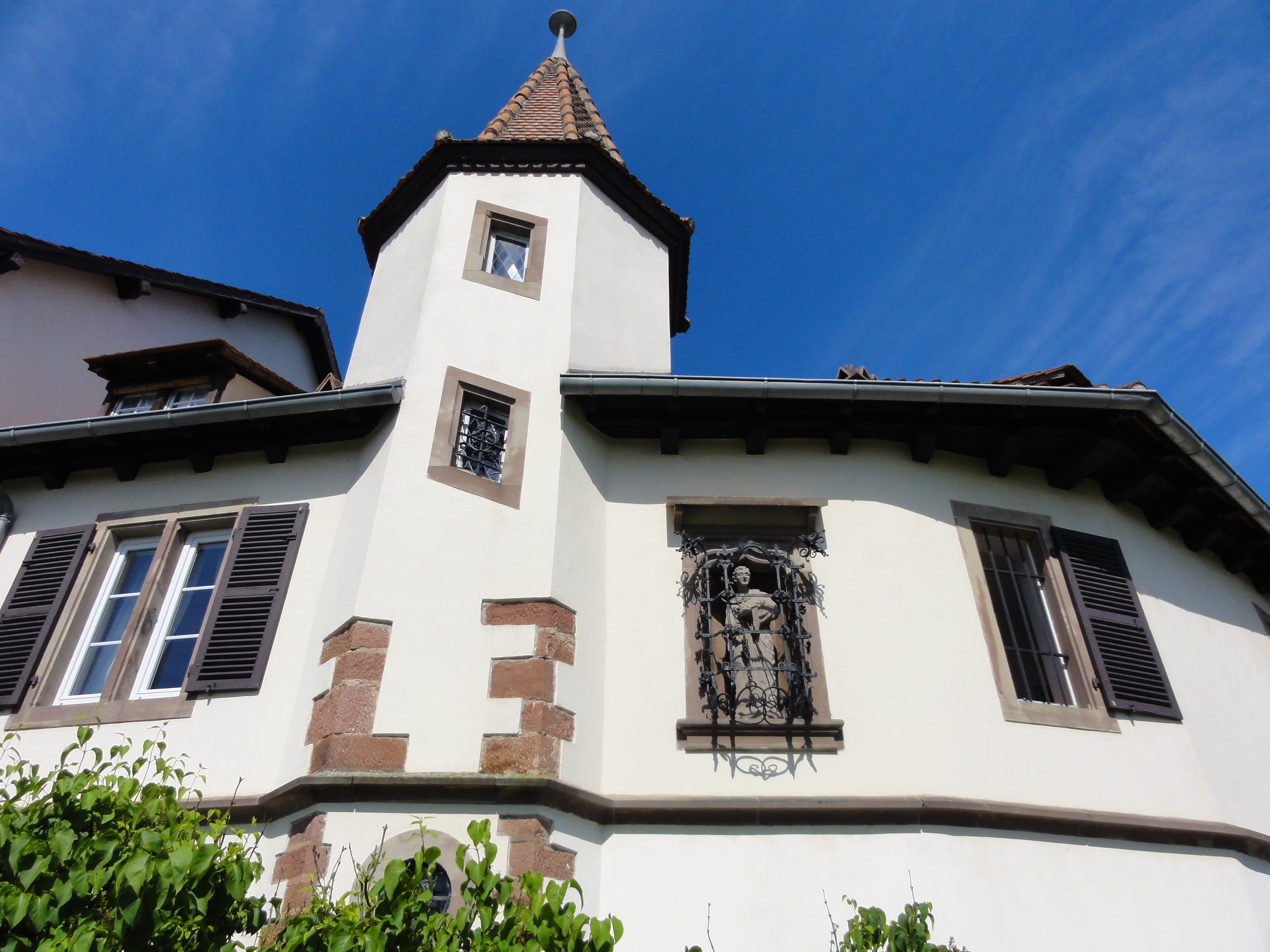
Ehemalige Abtei Saint-Léonard

## Gemeindepartnerschaften
Bœrsch ist mit der Gemeinde Ohlsbach im deutschen Land Baden-Württemberg sowie mit der französischen Gemeinde Châtel im Département Haute-Savoie partnerschaftlich verbunden.

## Persönlichkeiten
Der elsässische Künstler Charles Spindler (1865–1938) ist in Bœrsch geboren und mit dem Ort eng verbunden durch sein 1897 eingerichtetes Atelier in Leonardsau, wo er auch verstarb.